# Приазовско възвишение
Приазовското възвишение (на украински: Приазовська височина́; на руски: Приазовская возвышеность) е ниско възвишение в южната част на Източноевропейската равнина, в югоизточната част на Украйна (Запорожка и Донецка област).
Простира се от запад на изток на протежение около 100 km северно от брага на Азовско море. Северните му склонове са по-стръмни, а южните плавно се понижават към Азовско море. Основните черти на повърхностния релеф са обусловени от кристалинния фундамент, покрит отгоре с льосовидни наслаги. Максимална височина връх Могила Белмак 325 m (47°19′15″ с. ш. 36°35′45″ и. д. / 47.320833° с. ш. 36.595833° и. д.), разположен в източната му част, до село Трудовое, в източната част на Запорожка област. От възвишението водят началото си реките Молочная, Берда, Обиточная, вливащи се в Азовско море и др. Основните почви са южни черноземи. Почти цялостно територията му е заета от обработваеми земеделски земи. Тук-таме по склоновете му са се съхранили участъци с типчаково-коилова степна растителност. Районът на възвишението е гъсто заселен. Тук са разположени стотици населени места, в т.ч. градовете Молочанск, Токмак, Пологи и Гуляйполе в Запорожка област и Волноваха в Донецка област.